# Reichsnaturschutzgesetz

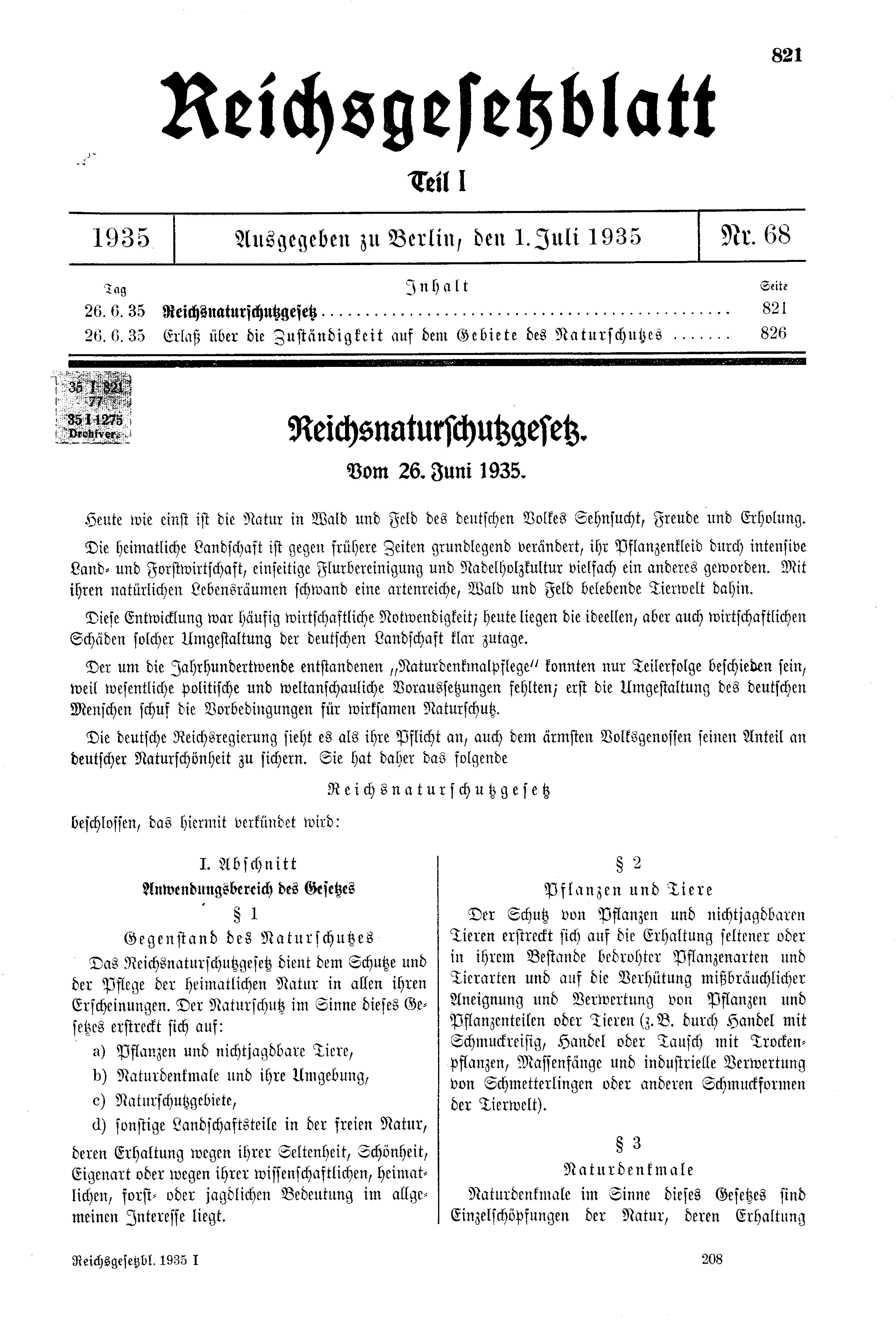
Verkündung des Reichsnaturschutzgesetzes im Reichsgesetzblatt 1935

Das Reichsnaturschutzgesetz (RNG) vom 26. Juni 1935 (RGBl. I. S. 821) regelte erstmals in Deutschland die amtlichen Belange des Naturschutzes, definierte Schutzzonen und führte den Begriff des Landschaftsschutzgebietes ein. Auch wurde der Artenschutz für Pflanzen und nicht jagdbare Tiere damit erstmals gesetzlich festgeschrieben. Das RNG bildete bis zum Inkrafttreten entsprechender Landesgesetze (Gesetz zur Pflege und Erhaltung der heimatlichen Natur 1954 DDR, Bundesnaturschutzgesetz 1976 BRD, Gesetz über Naturschutz und Landschaftsentwicklung 1997 Österreich) die Grundlage für staatliches Naturschutzhandeln in Deutschland und Österreich.

## Ursprung
Die Wurzeln des deutschen Naturschutzrechts gehen auf das 19. Jahrhundert zurück, als natürliche Ressourcen durch technischen Fortschritt, Industrialisierung und Verstädterung zunehmend beansprucht wurden und zugleich ein Bewusstsein für die Schutzwürdigkeit der Natur entstand. Parallel dazu wurde der Begriff des Naturdenkmals, der auf Alexander von Humboldt zurückgeht, für Landschaftselemente wie Höhlen, Wasserläufe, Felsformationen, aber auch alte Bäume und Baumgruppen etabliert. Diese Anschauung spiegelt sich in der ersten naturschutzrechtlichen Verfassungsnorm in Deutschland, dem Artikel 150 der Weimarer Verfassung, so heißt es dort in Satz 1:

„Die Denkmäler der Kunst, der Geschichte und der Natur sowie die Landschaft genießen den Schutz und die Pflege des Staates.“

Eingeordnet war diese Norm im zweiten Hauptteil unter dem 4. Abschnitt: „Bildung und Schule“, unter dem Oberbegriff des Denkmalschutzes waren damit der Schutz von Kulturgütern wie der Kunst-, Geschichts- und Naturdenkmäler zusammengefasst. Der Begriff des Naturdenkmals konnte – anders als im bundesdeutschen Naturschutzrecht – „auch größere, flächenhafte ästhetisch oder wissenschaftlich relevante Natursubstrate umfassen“ und benannte somit auch die Landschaft als Schutzgut. Als weiterer gemeinsamer Begriff wurde unter der Denkmalpflege auch der Heimatschutz subsumiert, der sowohl ästhetisch wie naturkundlich, aber auch politisch-gesellschaftlich ausgerichtet war.
Doch das verfassungsrechtliche Staatsziel Naturschutz kam während der Weimarer Republik über einen Programmsatz nicht hinaus. Zwar wurde an einer reichseinheitlichen systematischen Gesetzgebung gearbeitet, doch scheiterte die Einführung eines Naturschutzgesetzes sowohl an Eigentumsfragen wie am Verhältnis des Zentralstaates zu den Ländern. Erst im Rahmen der Gleichschaltung nach 1933 konnte sich der NS-Staat zentralistisch sowohl gegen die Länderbelange als auch gegen wirtschaftliche und landwirtschaftliche Interessen durchsetzen.

## Gesetzgebung
Mit dem Gesetz über den Neuaufbau des Reichs vom 30. Januar 1934 wurden alle Hoheitsrechte der Länder auf das Reich übertragen und eine einheitliche Gesetzgebung in vielen Bereichen notwendig. In den Jahren 1933 bis 1935 wurden vom NS-Regime daher auch umfassende gesetzliche Neuregelungen im Bereich des Natur- und Umweltschutzes erlassen. Dabei konnte auf bereits bestehende rechtliche Regelungen wie Landesgesetze und Polizeiverordnungen der Länder sowie auf Gesetzentwürfe aus der Zeit der Weimarer Republik zurückgegriffen werden. In der Naturschutzpolitik und Naturschutzgesetzgebung wurden die Traditionen aus der Weimarer Republik fortgesetzt.

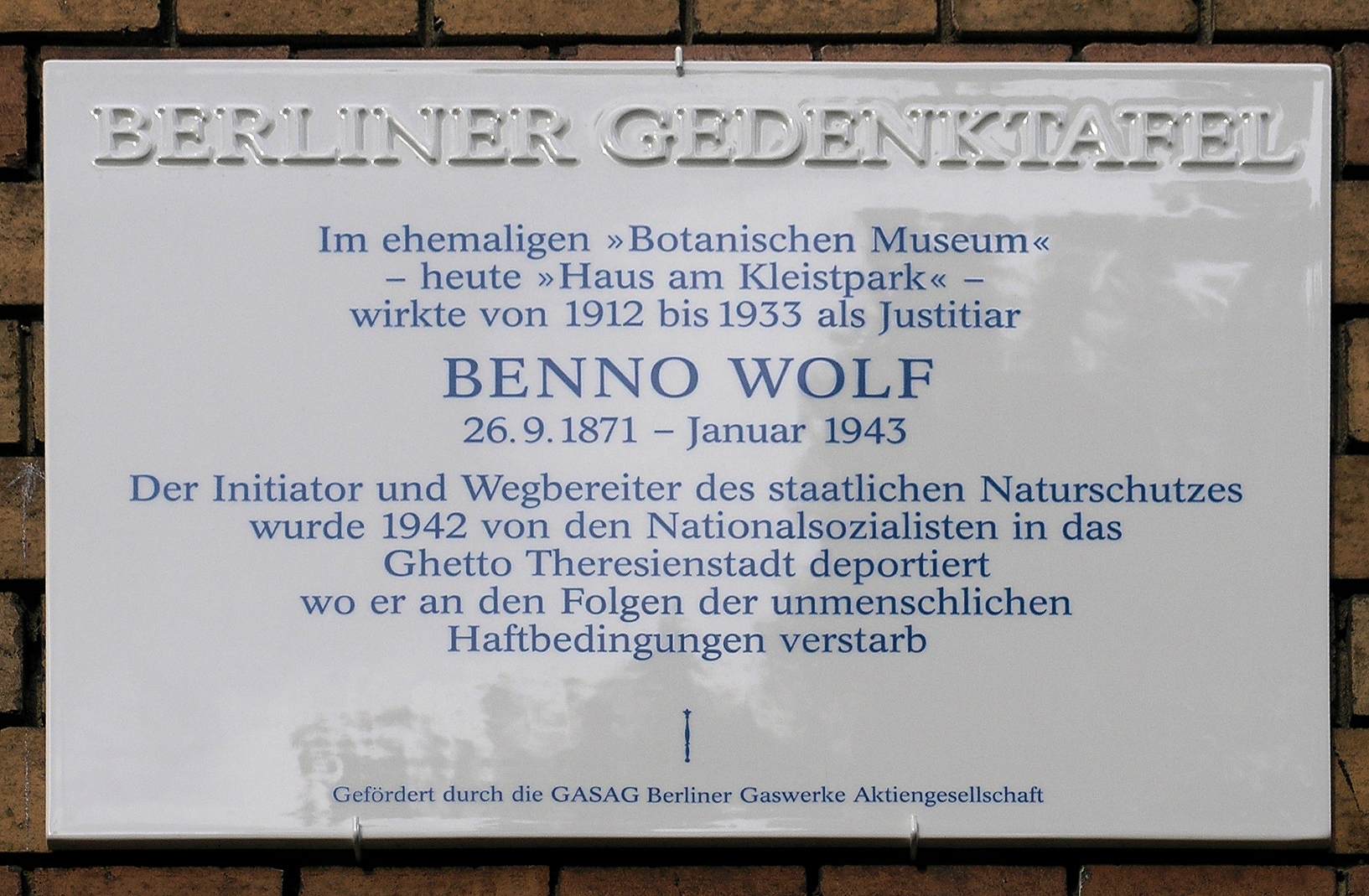
Gedenktafel in Berlin für Benno Wolf, den „Initiator und Wegbereiter des staatlichen Naturschutzes“

Der Justitiar und Höhlenforscher Benno Wolf erarbeitete bereits in der Weimarer Zeit erste Entwürfe für ein Naturschutzgesetz in Deutschland. Aufgrund seines jüdischen Glaubens musste er 1933 die Staatliche Stelle für Naturdenkmalpflege verlassen, 1942 erfolgte seine Deportation in das KZ Theresienstadt, dort starb er 1943. Der Naturwissenschaftler Hans Klose übernahm Wolfs Vorarbeiten und stellte den Entwurf fertig, er kam so zu der Betitelung „Vater des Naturschutzgesetzes“.
Am 26. Juni 1935 wurde das Reichsnaturschutzgesetz (RNG) von Adolf Hitler im Namen der deutschen Reichsregierung beschlossen und anschließend im Reichsgesetzblatt Nr. 68 vom 1. Juli 1935 (RGBl. I. S. 821) verkündet. Teile traten bereits am Tag danach, also am 2. Juli 1935, in Kraft, während es in seiner Gesamtheit am 1. Oktober 1935 in Kraft trat. Die Durchführungsverordnung zum RNG wurde am 31. Oktober 1935 erlassen und am 18. März 1936 um die Naturschutzverordnung vom 18. März 1936 ergänzt. Für das 1938 angeschlossene Österreich trat das Gesetz mit GBl.f.d.L.Ö. Nr. 245/1939 in Kraft.
Die Verabschiedung des Gesetzes ging maßgeblich auf den Einfluss des Reichsforstmeisters und Reichsjägermeisters Hermann Göring zurück, dem der Naturschutz im Nationalsozialismus institutionell unterstellt war.

## Inhalt
In der Präambel des Reichsnaturschutzgesetzes wird die ideologische Ausrichtung, die der Nationalsozialismus im Naturschutz sieht, ausgeführt. So heißt es darin:

„Heute wie einst ist die Natur in Wald und Feld des deutschen Volkes Sehnsucht, Freude und Erholung. […] Der um die Jahrhundertwende entstandenen ‚Naturdenkmalpflege‘ konnten nur Teilerfolge beschieden sein, weil wesentliche politische und weltanschauliche Voraussetzungen fehlten; erst die Umgestaltung des deutschen Menschen schuf die Vorbedingungen für wirksamen Naturschutz.“

In einem zeitgenössischen juristischen Kommentar zum RNG beschreibt der Jurist Karl Asal die enge Geistesverwandtschaft zwischen nationalsozialistischer Weltanschauung und Naturschutz, wie das Gesetz ihn geregelt hat, und formuliert dazu vier Grundgedanken: Das Gesetz sei der „Anwendungsfall der nationalsozialistischen Grundideen von den engen Wechselbeziehungen zwischen Blut und Boden als den Grundgegebenheiten unseres völkischen Seins“; es zeige „eine klare Wesensverwandtschaft mit den gerade vom Führer so oft betonten, auf Wahrung der Tradition gerichteten Bestrebungen des Nationalsozialismus“; im Ordnungsprinzip des Naturschutzes bestätige sich nationalsozialistisches Denken „als ordnende Macht im Kampf gegen Willkür, Anarchie und Chaos“ und schließlich unterstreiche das Gesetz die sozialen Gesichtspunkte: „auch dem ärmsten Volksgenossen soll sein Anteil an deutscher Naturschönheit gesichert werden.“

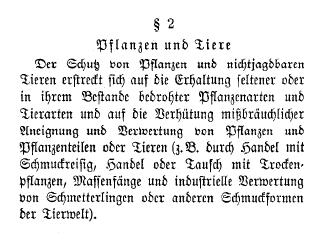
§ 2 RNG: Schutz von Pflanzen und nichtjagdbaren Tieren

Der folgende Gesetzestext hingegen gilt als frei von nationalistischem Gedankengut. Er regelte den reichsweiten Aufbau des Naturschutzes sowie dessen Instrumente (§§ 7–10 RNG) und schuf einen dreigliedrigen doppelten Instanzenzug von Kreis-, Bezirks- und Reichsnaturschutzbehörde. Zudem definierte er den Schutz von Pflanzen und „nichtjagdbaren Tieren“ (§ 2 RNG) sowie der weiteren Schutzkategorien Naturdenkmäler (§ 3 RNG), Naturschutzgebiete (§ 4 RNG) und sonstige Landschaftsteile (§ 5 RNG). Eine weitere Neuerung ist die Aufnahme der Pflege des Landschaftsbildes (§§ 19 und 20 RNG). Beschränkungen bereits innerhalb des Gesetzes bestanden in der Maßgabe des § 6 RNG, insoweit dass Belange des Militärs, des wichtigen Straßenbaus, der Binnen- und Seeschifffahrt sowie lebenswichtiger Wirtschaftsbetriebe durch den Naturschutz nicht beeinträchtigt werden dürfen.

## Auswirkungen

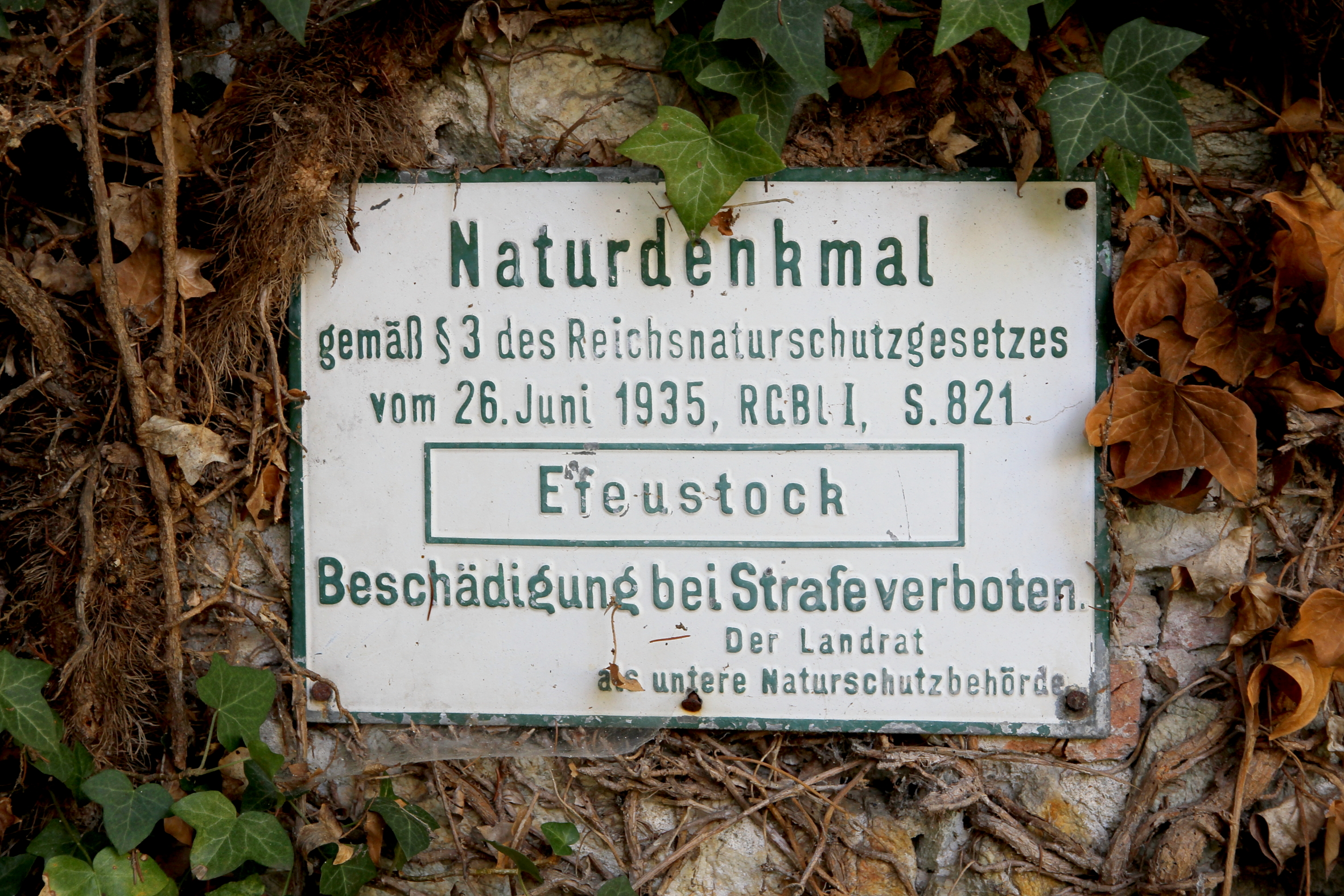
Kennzeichnung eines Naturdenkmals in Kobersdorf nach dem Reichsnaturschutzgesetz 1935

Das Reichsnaturschutzgesetz war de jure der Durchbruch für den deutschen Naturschutz. Allerdings zeigte sich schnell, dass für das NS-Regime andere Prioritäten galten. Göring, als Beauftragter der kriegsvorbereitenden Vierjahrespläne, und Walther Darré, Ernährungs- und Landwirtschaftsminister und verantwortlich für die sogenannten Erzeugungsschlachten, setzten den Schwerpunkt auf eine intensive Nutzung der Landschaft und nicht auf deren Schutz. Mit dem Ausspruch „[d]er Arbeitsdienst wurde auf die Landschaft losgelassen“ beschrieb Hans Klose die naturschutzrechtliche Realität.
1940 gab es in Deutschland laut Reichsnaturschutzbuch über 800 eingetragene Naturschutzgebiete und es waren mehr als 50.000 Naturdenkmale in den Naturdenkmalbüchern der Kreise aufgeführt. Aufgrund des Gesetzes wurde die Staatliche Stelle für Naturdenkmalpflege 1936 in die Reichsstelle für Naturschutz umgewandelt.

## Nach 1945
Die aufgrund dieses Gesetzes ausgewiesenen Schutzgebiete gehören mit zu den ältesten Schutzgebieten des seinerzeitigen Raumes des NS-Staats und bestehen in den Grundzügen teils bis heute. Die Regelungen des Reichsnaturschutzgesetzes hatten nach 1945 als Grundlage der Gesetzgebung der Länder – sowohl in der Bundesrepublik Deutschland, der DDR wie auch Österreich – zum Teil noch bis Anfang der 1970er Jahre Bestand. Es ist nicht als Gesetz nationalsozialistischer Ideologie eingestuft worden.
Mit Gründung der Bundesrepublik Deutschland 1949 ging die juristische Literatur und Rechtsprechung zunächst davon aus, dass das RNG als Bundesrecht weiter Bestand haben könne. Doch mit Beschluss des Bundesverfassungsgerichts vom 14. Oktober 1958 wurde festgestellt, dass das RNG nicht weitergelten könne, da es über die Kompetenz des Bundes zur Rahmengesetzgebung hinausginge. Es handle sich vielmehr um fortgeltendes Landesrecht, das auch vom jeweiligen Landesgesetzgeber modifiziert werden könne.
Materiell-rechtliche Gültigkeit verlor allerdings bereits 1949 der § 24 RNG, der eine entschädigungslose Eigentumsbeschränkung bei Belangen des Naturschutzes vorsah und damit nicht mit dem Grundgesetz der Bundesrepublik vereinbar war.
In den 1950er Jahren entschied das Bundesverwaltungsgericht, dass „das Gesetz in seinen Anliegen und Regelungen nicht von nationalsozialistischer Weltanschauung geprägt“ sei.
Auch in der DDR galt das Reichsnaturschutzgesetz zunächst weiter 1954 wurde mit dem Inkrafttreten des Gesetzes zur Pflege und Erhaltung der heimatlichen Natur das RNG ersetzt. Neben Schutzgüter, die schon das RNG benannt hatte, traten das Landschaftsschutzgebiet und die Zielsetzung, Natur und Landschaft für den Menschen zu erhalten.
In Österreich, wo nach Wiederherstellung des Rechtsrahmens in der Zweiten Republik Naturschutzrecht sowieso Landesrecht war, ergaben sich kaum Probleme in der Übernahme der adäquaten grundlegenden Bestimmungen. Vorarlberg verkündete sogar 1969 das Gesetz – mit nur kleinen Änderungen – als Naturschutzgesetz neu, in dieser Form war es dann bis zum neuen Gesetz über Naturschutz und Landschaftsentwicklung von 1997 gültig.